# Ростовский государственный университет
Росто́вский госуда́рственный университе́т (РГУ) — университет в городе Ростов-на-Дону, существовавший с 1915 по 2006 годы. Являлся крупнейшим на Юге России центром образования, науки и культуры. Он был создан на базе Императорского Варшавского университета, эвакуированного в г. Ростов-на-Дону в годы Первой Мировой войны.
В конце 2006 года РГУ реорганизован в Южный федеральный университет. К нему также были присоединены три университета — Ростовский государственный педагогический университет, Ростовская государственная академия архитектуры и искусств и Таганрогский государственный радиотехнический университет.

## История
В связи с приближением немцев в 1915 году к Варшаве университет поспешно эвакуировался в Москву. Тогда же решался вопрос о месте размещения университета. Ещё в 1910 году ростовчане ходатайствовали об учреждении в городе университета с одним медицинским факультетом, предлагая при этом 2 млн рублей и землю для постройки зданий, однако правительство отказало в этой просьбе.
Когда стало известно, что Императорский Варшавский университет должен временно переехать в один из периферийных городов, было решено пригласить его в Ростов-на-Дону. Инициатором постановки этого вопроса перед городской управой был главный врач Ростовской больницы Николай Васильевич Парийский (1858—1923), бывший приват-доцент медицинской академии, впоследствии профессор Донского университета.
12 августа 1915 года состоялось два заседания Совета университета, на которых обсуждался доклад делегации и решился вопрос о переводе университета. На первом заседании присутствовали только члены Совета, которые единогласно, при одном воздержавшемся, признали желательным перевод. Так был решён вопрос о переводе Варшавского университета в Ростов-на-Дону.
До перевода университета в Ростове-на-Дону не было ни одного научно-учебного заведения, ни одного человека с учёной степенью и званием. С переездом Варшавского университета здесь сразу оказался большой коллектив учёных.
С конца сентября 1915 года университет развернул большую организационно-хозяйственную работу по подготовке к началу учебных занятий. Несмотря на трудности военного времени, все же удалось многое сделать. Под руководством профессора А. Р. Колли были созданы физические лаборатории, где уже в 1916 году развернулась серьёзная научная работа. Профессор И. Ф. Пожарский со своими сотрудниками в течение двух лет создал в Ростове-на-Дону первый в стране по величине и оборудованию патологоанатомический институт.
Первоначально университет был назван Донским; в дальнейшем (после гражданской войны) — Северо-Кавказским государственным университетом. В 1930 году при его ликвидации были образованы самостоятельные учебные заведения: Педагогический институт, Институт промышленности и труда, Финансово-экономический институт, Институт пищевой промышленности и экономики. В 1931 году был организован новый Ростовский-на-Дону государственный университет, первоначально состоявший из трёх факультетов: физико-математического, химического и геоботанического (занятия начались с октября 1931 года).
Вместо «Известий Северо-Кавказского государственного университета» в свет начали выходить «Учёные записки Ростовского-на-Дону государственного университета».

### История названий Ростовского университета
- 1915—1917 — Императорский Варшавский университет в г. Ростове-на-Дону
- 1917—1918 — Донской университет
- 1918—1925 — Донской университет имени М. П. Богаевского
- 1925—1934 — Северо-Кавказский государственный университет
- 1934—1935 — Ростовский-на-Дону государственный университет
- 1935—1957 — Ростовский-на-Дону государственный университет имени В.М. Молотова
- 1957—1982 — Ростовский государственный университет
- 1982—1991 — Ростовский государственный университет имени М. А. Суслова
- 1991—2006 — Ростовский государственный университет
- С 2006 — Южный федеральный университет

## Ректоры РГУ
| Имя                             | Годы работы |
| ------------------------------- | ----------- |
| Вехов Сергей Иванович           | 1915—1919   |
| Митрофанов Павел Ильич          | 1919—1920   |
| Евлахов Александр Михайлович    | 1920        |
| Бартенев Александр Николаевич   | 1920—1921   |
| Ющенко Александр Иванович       | 1921—1921   |
| Лебедев Пётр Иванович           | 1921—1922   |
| Вельмин Владимир Петрович       | 1922—1924   |
| Ефременко Лукьян Матвеевич      | 1924—1929   |
| Невский Иван Александрович      | 1929—1931   |
| Болтинов Степан Степанович      | 1931—1934   |
| Дернов Николай Андреевич        | 1934—1937   |
| Щеголев Федор Николаевич        | 1937—1938   |
| Кайгородов Иван Алексеевич      | 1938        |
| Белозёров Семён Ефимович        | 1938 — 1954 |
| Алекин Олег Александрович       | 1954—1957   |
| Жданов Юрий Андреевич           | 1957—1988   |
| Белоконь Александр Владимирович | 1988—2006   |

## Факультеты РГУ

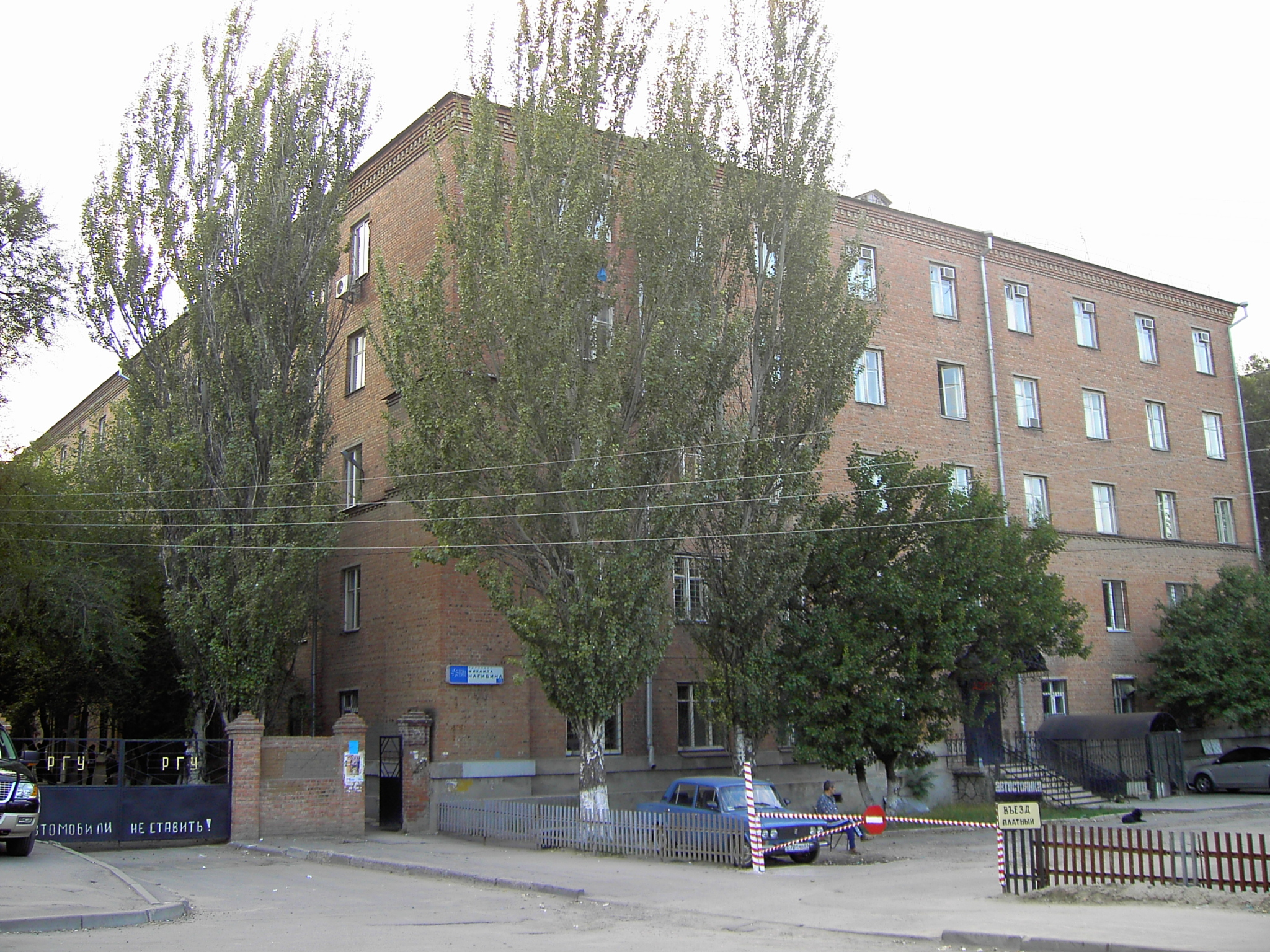
Корпус гуманитарных факультетов РГУ

Ростовский государственный университет являлся одним из наиболее развитых и престижных вузов страны. 
В советское время он занимал 4-ю строчку в рейтинге лучших вузов РСФСР, уступая лишь Московскому, Ленинградскому и Казанскому университетам.
На 2006 год в состав РГУ входили следующие факультеты:
- Биолого-почвенный
- Военного обучения
- Высоких технологий
- Геолого-географический
- Исторический
- Факультет математики, механики и компьютерных наук
- Психологии
- Социологии и политологии
- Физический
- Филологии и журналистики
- Философии и культурологии
- Химический
- Экономический
- Юридический

В составе РГУ были научно-исследовательские институты:
- НИИ механики и прикладной математики
- НИИ физики
- НИИ физической и органической химии (НИИ ФОХ)
- НИИ нейрокибернетики (НИИ НК)
- НИИ биологии

Также в состав РГУ входили:
- Институт повышения и переподготовки квалификации преподавателей общественных наук (ИППК)
- Вычислительный центр
- Зональная научная библиотека им. Ю. А. Жданова
- Ионосферная астрономическая станция
- Ботанический сад

## Известные преподаватели
- Лебедев, Александр Фёдорович(1882―1936) ― советский почвовед-гидрогеолог, профессор[5]. Создал теорию образования грунтовых вод.
- Осколков, Евгений Николаевич — д.и.н., профессор РГУ
- Мордухай-Болтовской, Дмитрий Дмитриевич — д.ф.-м.н., профессор РГУ

## Здания университета

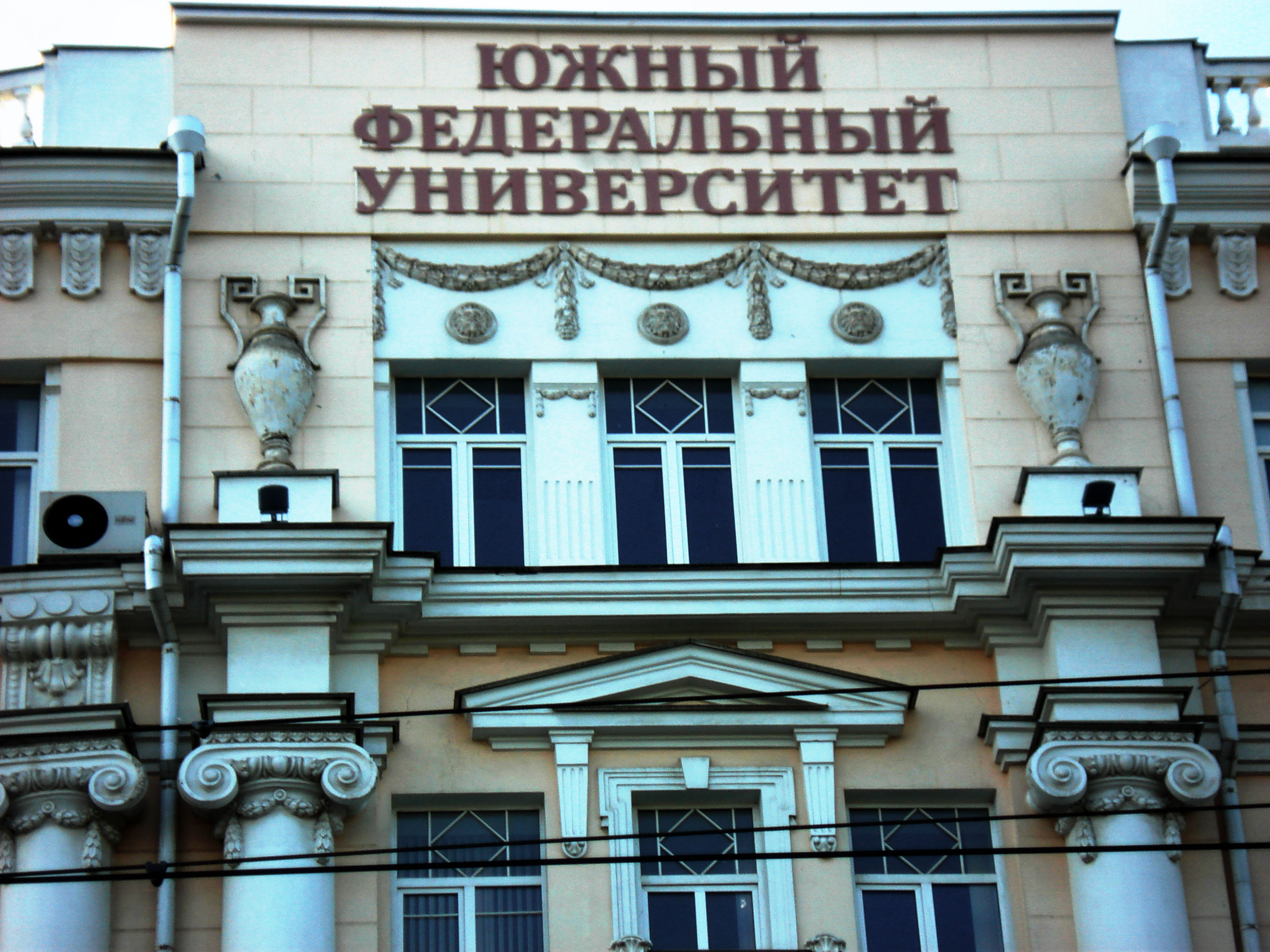
Элементы фасада главного здания ЮФУ

Главный корпус университета представляет собой пятиэтажное кирпичное здание. Корпус спроектирован и построен в 1914 году архитектором Григорием Николаевичем Васильевым. Смету на строительство дома составил архитектор Градоначальства инженер Попов.
Изначально здесь был доходный дом А. С. Кистова.
Доходный дом Кистова является образцом архитектуры в стиле модерн, наиболее значимым архитектурным памятником города Ростова-на-Дону.
Выходящие на улицу фасады здания составляют единую композицию. Архитектурно-художественный облик здания создаётся лепными эмблемами; горизонтальное членение фасадов устроено поэтажным размещением оконных проёмов. Проёмы здания разнообразны: квадратные, прямоугольные, полуциркульные. Вертикальное членение фасадов формируется полуциркульными эркерами со второго по четвёртый этажи. В центре композиции здания — большие полуколонны в три этажа, расположенные на декоративных кронштейнах. Главный вход в здания сделан со стороны Большой Садовой улицы. Раньше стены фасадов здания были светло-серого цвета, а декор — белого. В 1950-х года здание перекрасили в жёлто-белый цвет. Эта же окраска была сохранена в 1980-х годах.
Здание имеет сложную конфигурацию, основу которой составляет коридорная система. Аудитории расположены по бокам коридоров. В годы Первой мировой войны в этом здании располагался госпиталь, позже это было административное здание. В начале 1920-х годов в нём размещался Донсовгорхоз, а с 1924 года здесь работал Донисполком. В конце 1920-х — начале 1930-х годов в этом здании находились различные организации: Донвнуторг, Донская рабоче-крестьянская инспекция, Крайземуправление, Крайздравотдел, Краевой отдел народного образования.
В 1915 году в Ростов-на-Дону был переведён Варшавский университет, для которого было выделено здание нынешнего главного корпуса Педагогического университета. В 1935 году в связи с 20-летним юбилеем Ростовского университета ему было передано здание современного главного корпуса (Постановление Ростовского Горсовета и Горкома ВКП(б) от 31.07.1935 года и Постановление СНК РСФСР от 5.08.1935 года). К этому времени из университета были вычленены медицинский, педагогический и финансово-экономический институты.